# 饿殍：明末千里行
《餓殍：明末千里行》，簡稱《餓殍》，是零創遊戲開發的一部視覺小說，2024年4月23日在Steam發售。遊戲講述在明朝末年，兩名盜匪從華州運送四名女孩前往洛陽期間發生的故事。遊戲劇情獲得正面的評價，評論員稱讚作品對明末亂世下，平民百姓掙扎求存的描述。

## 遊戲系統
《餓殍：明末千里行》採用視覺小說的遊玩方式，遊戲採用雙線敘事，在主線劇情中玩家以「良」的視角進行遊戲，滿穗個人線則使用滿穗的視角。玩家遊玩時需要閱覽屏幕上所顯示的文本以了解故事情節和人物之間的對話，這些文字會與人物的立繪和背景一同出现，用以表示對話的對象。對話對象的立繪會隨著對話進行而變化，根據對話的内容做出不同動作或表情。在部分場景中會遇見代替背景和人物立繪的電腦圖像，遊戲過程中會出現不同選項，由玩家決定良接下來的行動，選擇錯誤會導致角色死亡遊戲結束，故事後半的選項會決定玩家的進入哪一個結局。遊戲採用自動存檔，並提供章節回顧功能。

## 故事簡介
明天啟年間，陝西大旱，遂民變四起，盜賊叢生。陝地有兩盜匪名為良和舌頭，以殺人奪貨為生。良本為商賈之子，幼時有成為俠客的夢想。父親在京師大爆炸中身亡，良得不到救助成為流民，在陝地遇劫反殺劫匪，被存活的劫匪舌頭招為同伴。良雖殺伐果斷，但尚有不殺婦孺的原則。某日，舌頭在華州從牙人尹三接了一單送四個女娃去洛陽大戶做養子的委託，舌頭以這是集善助人為由邀請良加入。四個女娃，一個是啞女，兩個是被父母賣掉的姊妹紅兒和翠兒，還有一個被拐賣的官宦子女瓊華。為了避人耳目，一行人只走山間小道。出發首日，良就遭遇啞女刺殺，啞女被制服後自白名為滿穗，她們四人不是去洛陽做養子，而是做「豚妖」的菜人，她姊姊被豚妖所吃，托夢讓她報仇，所以她裝成啞巴混進這一輪菜人之中。良半信半疑，想起舌頭提過那位洛陽大戶有通天本事，打算瞞著舌頭進行調查，日後對滿穗嚴格看管。
接著一行人穿過潼關，途經阌乡，到達陝州，路上良撿到一套皮影戲的道具，打算晚上守夜時遊樂之用，滿穗略懂皮影戲，遂以教授名義親近良。期間六人遇到向他們討要糧食的逃兵，滿穗四人幫兩人開脫，免去逃兵的質難，良因此信任四人。在閔鄉休息時，良和舌頭兩人從其他牙人口中確認滿穗四人是菜人之事，洛陽大戶其實的藩王朱常洵。兩人意識到此委託牽連甚大，稍微差池會被千里追殺。良認為送菜人有違原則，萌生退出的念頭，舌頭斥責良偽善，過去雖只殺成人，如今荒年，此舉等於間接害了死者妻小，兩人在一番爭執後開始互相提防猜忌。在陝州休息時，良在滿穗提醒下察覺到舌頭的惡意，先出手殺了舌頭並毀尸滅跡，次日帶著滿穗四人離開。良打算到解州找故人鳶安置四名女孩，路上遇到反軍李闖將的隊伍，李闖將見良身手了得，出言招攬，良表示在解決四名女孩的事情後再作打算。良到解州後，讓鳶僱傭紅兒與翠兒，和聯絡瓊華父母，唯滿穗還想去洛陽刺殺豚妖。滿穗想了一套說辭應付菜人的買家，路遇大蟲，四人被吃，只有兩人倖存，完成交易後，兩人各行其是。良允下，帶著滿穗到了洛陽城。
之後根據玩家先前選擇，會進入不同結局。无论何种结局，滿穗都会留給良一個荷包，以此暗示滿穗是為了復仇刻意接近良。這個荷包是良某次殺人奪貨獲得的，随后被他轉手去當鋪典當賣錢。滿穗好感度低時，滿穗會瞞著良獨自進宮刺殺藩王，身死後由於身上有著良的畫像，良被官兵視為主謀遭到囚禁。滿穗好感度中時，滿穗獨自刺殺藩王前會給良留下「快逃」的口信，良在官兵追捕下身亡。滿穗好感度高時，滿穗不日失蹤，良跑遍了洛陽各地，在一處湖邊看到之前送給滿穗的鞋子。真結局路線，劇情延續好感度高路線，良在一處湖邊看到走進湖心的滿穗。兩人坦誠相見，滿穗承認了良是殺害她父親的兇手，父親走後，家中母親和弟弟餓死，她靠吃家人血肉活下來。為父報仇的執念支撐她各地奔走，最後在一處當鋪找到她送給父親的荷包，在收買當鋪職員後鎖定良是殺父仇人。滿穗在收集情報後，裝成啞巴靠近牙人尹三，藉著菜人一事，接近良。她謀劃給良按上刺殺藩王的罪名，路途中滿穗數次想出手殺死良，或被阻止，或顧忌三名女孩罷手。一路走來，滿穗看到良的善良一面，再也無法痛下殺手，於是打算自我了斷。良本想一命抵一命，在了解滿穗過往和回想到路上的遭遇，認清他和滿穗的悲劇都源於統治階級，特別是藩王的橫征暴斂。接著根據玩家選擇，良可以選擇和滿穗合作殺死藩王，為民除害。兩人與菜人買家接頭後，以皮影戲演出為由，一同面見藩王，在演出期間手刃藩王。良也可以選擇投身李闖將的隊伍，良約定借勢反軍殺死藩王後，性命由滿穗處置。九年後，良隨李闖將攻下洛陽，將藩王和鹿烹煮，是為「福禄宴」。及後良退出反軍，與滿穗重逢，一同前往揚州探望故人。

## 開發
《餓殍》是零創遊戲繼《葬花·暗黑桃花源》後開發的第二部視覺小說，零創遊戲上一部作品《二分之一》的商業表現不佳，備受打擊的製作人嵇零，萌生日後會不會餓死的念頭。順著這個想法，嵇零使用搜索引擎檢索「餓殍」相關內容，翻閱圖片和資料後，激發了他以明末饑荒為背景創作下一部作品《餓殍》。零創遊戲有六人參與新專案的製作，花了一年的時間完成開發。新專案的劇情由嵇零負責，用了三個月進行創作，故事背景以顾诚的《明末农民战争史》為基礎，主線則參考了《盲井》《這個殺手不太冷》《菊次郎的夏天》等公路電影，採用大人和小孩展開一段路途，雙方在期間互相成長作為劇情脈絡。專案最早構思的結局是「不見」，後續受李安的《色，戒》啟發創作了「快逃」結局，「無言」結局則是用於補充前兩個結局的邏輯。作品的受眾是普通玩家，而不是中國大陸的文字冒險遊戲愛好者，嵇零認為文字冒險遊戲愛好者受到日本美少女遊戲影響，更偏好校園戀愛題材，作品是明朝題材，難以迎合這部分愛好者。
角色設定上，為了增加劇情衝突，嵇零刻意將主角群成員設計有不同出身和三觀，其中良和夥伴舌頭的關係就參照了《盲井》中唐朝阳和宋金明。同時受到《二分之一》的群像劇失敗經驗影響，嵇零將筆墨更集中於女主角滿穗身上。作品中登場的歷史人物朱常洵和李自成是爭議人物，嵇零出於創作需要將兩者設計成扁平人物，前者代表「封建压迫」的反派人物，後者代表「百姓利益」的正面角色。良和滿穗兩人的關係，除了互相救贖，也有情愛的元素，嵇零認為作品的題材過於沉重，所以加入了浪漫主義元素。角色的美術設計原本由《葬花》主美慢慢負責，開發期間慢慢離職，嵇零聘請了新畫師胡桃-o-夹子接手設計。為了迎合審美，嵇零並沒有因應饑荒的背景將滿穗的膚色設計成黑色或小麥色，而是白色。

## 發行
2023年9月27日，遊戲在開設Steam商店頁面並預告在2024年3月發行。同年12月25日，零創遊戲在摩點展開众筹，作為遊戲預購渠道。2024年1月17日，众筹金額達成多語言製作的目標，零創遊戲宣佈遊戲將支持日文、英文和繁體中文。在Steam新品節。同年2月3日Steam新品節上，零創遊戲發佈支持中、英、日語言的遊戲試玩版。3月29日，零創遊戲預告遊戲在4月11日發佈。遊戲由於明朝背景和吃人題材獲得歷史愛好者的關注，發售前將《餓殍》加入Steam願望清單的玩家數量是《葬花》的八倍。作品題材也招致Steam改用更嚴格的人工審查，導致發行延期，4月23日正式由2PGames發行。
同月29日，零創遊戲公佈由遊戲女主角滿穗配音員Hanser演唱的主題曲《千里餓殍行》，次日遊戲原聲帶在Steam免費發佈。遊戲的日文配音於同年10月23日推出，製作組也表示將開發任天堂Switch版。2024年6月11日，零創遊戲在摩點展開週邊商品众筹，合計籌集了超過340萬人民幣。同年11月14日，遊戲在TapTap發佈Android版。2025年2月，2PGames在任天堂eShop發佈遊戲試玩版，正式版在同年3月13日發售。
遊戲發售一週年，零創遊戲表示計劃推出衍生小說，電視劇和動畫。

## 反響及評價
| 汇总媒体             | 得分   |
| -------------------- | ------ |
| Metacritic           | 79/100 |
| OpenCritic（推荐率） | 67%    |

| 媒体                 | 得分   |
| -------------------- | ------ |
| Digitally Downloaded | [ 25 ] |

遊戲在Steam發行後獲得極度好評，遊戲首週銷量近10萬份，首月銷量超過23.4萬份，10月23日遊戲日文推出時，銷量超過78萬份，2025年1月23日，銷量超過100萬份。遊戲發售一年全平台銷量超過120萬份，主角滿穗手办賣出6萬個，實體設定集銷量超過2萬冊，相關虛擬數位產品賣出61萬份。遊戲手機版發售當週，獲遊俠網評為本週「最佳手遊」。
觸樂、遊俠網、Digitally Downloaded和Game Diary評論員對遊戲有正面的評價。劇情獲得部分評論員很高的評價，Digitally Downloaded主編大讚作品有潛力成為「電子遊戲歷史上最震撼的故事之一」，只是遊戲的英文本地化不佳，窒礙了遊戲的傳播。遊俠網編輯刹那·F·赛耶表示作品能唤起他「内心深处的情感共鸣」，遊戲「以独特的时代背景，探讨了人性中的复杂情感」，讓人相信在多麼糟糕的環境下，還有著人性的光輝。此外，他還稱讚遊戲完美加入了現實的明朝歷史事件和人物，提高了玩家的代入感。不過他也指出男主角的塑造不及女主角好，男主的部分行為缺乏更具體的解釋。Game Diary評論員則認為作品宣傳中「食人」，在作品劇情中缺乏深入探討，結局的轉折處理得不夠好，「有强行升华上价值」的感覺。手游那点事評論員rum表示遊戲題材有點「獵奇」，但是實際體驗是一個「相当正统的公路片故事」。rum稱讚作品的獨特之處是聚焦在「底层人物在时代洪流下的无奈与挣扎」，而不是各種獵奇內容，而且生動還原了史書上的「岁大饥，人相食」情景。
遊戲美術及演出方面，觸樂編輯熊冬东稱讚作品中的服飾、建築都還原史實，作品灰暗的色調也迎合故事背景。熊冬东還表示角色演出生動，但是女主角配音略有「出戏」。Game Diary評論員認為遊戲的音樂和美術都很好地反映出「乱世的冷峻风格」。遊俠網另一個編輯則批評遊戲手機版對吃人等敏感內容進行刪減，削弱了原版的「衝擊力」。

## 外部連結
- 《饿殍：明末千里行》在視覺小說數據庫的頁面 （英文）
- 零创游戏的新浪微博